# Улица Белинского (Санкт-Петербург)
У́лица Бели́нского — улица в Центральном районе Санкт-Петербурга. Проходит от набережной реки Фонтанки до Литейного проспекта. На запад продолжается мостом Белинского.

## История
Первоначальное название — Симеоновская улица по церкви св. Симеона и Анны.
6 октября 1923 года стала называться улицей Писателя Белинского — в честь русского революционного демократа, литературного критика и публициста В. Г. Белинского. В 1931 году переименована в улицу Белинского. Около девяти лет, с 1839 года до конца своей жизни, В. Г. Белинский жил в Санкт-Петербурге. Большую часть этого времени он прожил вблизи Симеоновской улицы: на набережной реки Фонтанки и на углу Фонтанки и Невского проспекта.

## Пересечения
- набережная реки Фонтанки
- Моховая улица
- Литейный проспект

## Транспорт
По всей улице проходят не используемые с 2007 года трамвайные пути. Ближайшие станции метро — «Гостиный двор», «Маяковская» и «Чернышевская».

## Достопримечательности
- Церковь Симеона и Анны (ул. Белинского, д. 4 / Моховая улица, д. 48).  781520354970006
- Дом 4 — дом при церкви Симеона и Анны, построен в 1777 году, снесён в декабре 2007 года[3].
- Дом 5 — доходный дом Н. А. и С. А. Латониных. Перестройка 1911 года — архитектор И. П. Володихин.  7831859000
- Дом 11 — доходный дом А. Ф. Шмюкинга, построен в 1912—1913 году по проекту А. Л. Лишневского. С 1914 года на первом этаже работал кинотеатр на 116 мест. До революции в мансарде располагалась мастерская художника Савелия Зейденберга. С 1922 по 1967 год в одной из квартир жил художник В. В. Лебедев. На доме помещена мемориальная доска[4].  7831860000
- Дом 13 (Литейный проспект, д. 47) — дом Ш. З. Иоффа. Лицевой корпус здания существовал уже в 1798 году, за XIX век его неоднократно перестраивали, расширяли, переносили оконные и дверные проёмы[5]. В 1911—1914 годах архитектор Александр Лишневский перестроил здание под доходный дом купца 2-й гильдии Шнеера-Залмана Иоффа. В 2022 году дом признали объектом культурного наследия регионального значения[6].  7831861000